# 詹姆斯·斯科特·鮑爾班克
詹姆斯·斯科特·鮑爾班克 FRS（1797年7月14日—1877年3月8日）是一名英國博物學家和古生物學家。

## 生平
鮑爾班克出生於倫敦主教門，與他的兄弟一起繼承了他父親的釀酒廠，並積極參與其中直到1847年。
早年，他的注意力主要集中在天文學和博物學，尤其是植物學；他熱愛顯微鏡，研究貝殼、珊瑚、苔蘚瑪瑙和燧石的結構。他還收集了大量化石。倫敦粘土組的有機遺骸特別受到關注，大約在1836年，他和其他六位工作者成立了倫敦粘土俱樂部，成員包括Bowerbank博士、弗雷德里克·伊拉斯謨斯·愛德華、西爾斯·瓦倫丁·伍德、約翰·莫里斯、阿爾弗雷德·懷特（Alfred White）、納撒尼爾·韋瑟雷爾和詹姆斯·德·卡爾·索爾比。1840年，鮑爾班克出版了《倫敦粘土果實和種子化石的歷史》（A History of the Fossil Fruits and Seeds of the London Clay），兩年後他獲選為皇家學會院士。
1847年，他建議成立一個協會，出版未經描述的英國化石，由此創立了古生物學會。1844年至1864年，他為了鼓勵人們對自然科學的熱愛，每週一晚上都會待在家裡，就在他位於伊斯靈頓帕克街（Park Street）的住所，之後又搬到了海布里格羅夫。在那裡，他博物館的珍寶、他的四台顯微鏡以及他的個人協助，都可以為每一位認真的學生服務。他對海綿的研究特別感興趣，並著有四卷《A Monograph of the British Spongiadae》，由Ray Society於1864年至1882年出版。1864年，他退休後搬到了東薩塞克斯郡哈斯丁的濱海聖里昂納茲，並於1877年3月8日在那裡去世，享年79歲。